# Żebbuġ
Ħaż-Żebbuġ (em maltês) é uma das mais antigas cidades de Malta. A sua população em 2005 era de 11 290 habitantes sendo a 10.ª cidade mais habitada de Malta.

## História
A igreja paroquial é dedicada a São Filipe de Agira e a festa é celebrada no segundo domingo de Junho, se bem que a actual festa caia no 12º dia de Maio. O nome da cidade literalmente significa oliveiras em maltês. Isto deriva da grande oliveira que crescia perto da actual localização da igreja e do centro da cidade.

## Hoje
Ħaż-Żebbuġ é reconhecida plas suas festas espectaculares dedicadas a São Filipe e uma festa secundária dedicada a São José. Existem três bandas em Ħaż-Żebbuġtodas cada uma com fábricas de fogo-de-artifício: St. Philip's Band Club (fundada em 1851 as como a primeira banda), De Rohan Band Club (fundada em 1860) e 12th May Band and Social Club (fundada em 1961).
Ħaż-Żebbuġ foi a cidade-natal de importantes personalidades maltesas de diferentes épocas históricas como sejam: Mikiel Anton Vassalli (pai da da língua escrita maltesa) Dun Mikiel Xerri (patriota), Dun Karm Psaila (poeta nacional maltês), Antonio Sciortino (escultor), Lazzaro Pisani (pintor), Frans Sammut (autor contemporâneo), and Alfred Chircop (pintor maltês contemporâneo).